# Röttgersbach
Röttgersbach ist ein Duisburger Stadtteil im Stadtbezirk Hamborn mit 12.048 Einwohnern (Stand: 31. Dezember 2023).

## Geschichte
Der Stadtteil entstand 1975 aus dem östlichen Teil des Stadtteils Fahrn, dessen westlicher Teil heute zum Stadtbezirk Walsum gehört. Das Gebiet gehörte früher zum Stadtkreis Hamborn, der 1929 mit dem Stadtkreis Duisburg vereinigt wurde.
Namensgeber für diesen Stadtteil war der Röttgersbach. Dieser Bach, vom Oberhausener Stadtteil Holten kommend im Stadtteil Fahrn, mündete früher in den Elperbach. Der Elperbach mündete bei der früheren Bauerschaft Schwelgern in den Rhein. Heute sind diese beiden und viele andere Bäche in der Region nur noch als „Emscher“ bekannt, da sie von der Emschergenossenschaft als Abwassersystem genutzt werden. Im Stadtteil befinden sich der Revierpark Mattlerbusch, der Jubiläumshain, die WoGe-Hamborn sowie der Fußballverein Hamborn 07.

## Kirchen in Röttgersbach

### St. Barbara

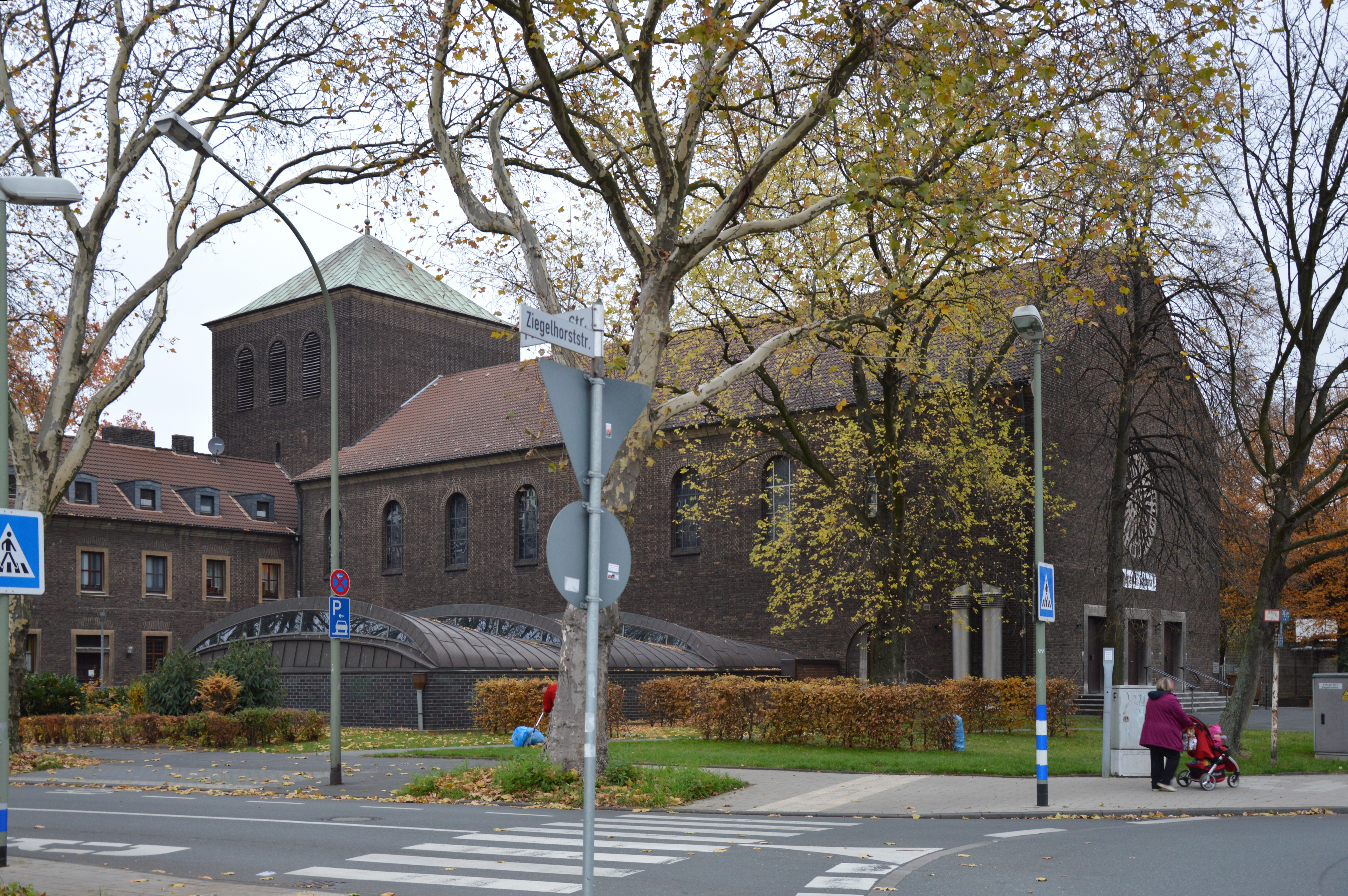
Kirche St. Barbara

Die katholische Pfarrgemeinde St. Barbara wurde 1909 gegründet. Der heutige Kirchbau hingegen stammt aus dem Jahr 1952. Zunächst gehörte die Pfarrgemeinde St. Barbara zum Bistum Münster, wurde jedoch später dem neu gegründeten Bistum Essen zugeschlagen. Seit 2015 gehört St. Barbara als Gemeindekirche zur Großpfarrei St. Johann. Seit September 2015 stellt das Bistum Essen für den Erhalt der Kirche keine Kirchensteuermittel mehr zur Verfügung. Als bischöfliches Pilotprojekt werden Kirche und Gemeinde von einem Förderverein mit einem neuen Gemeindekonzept finanziert und verwaltet.

### St. Hildegard

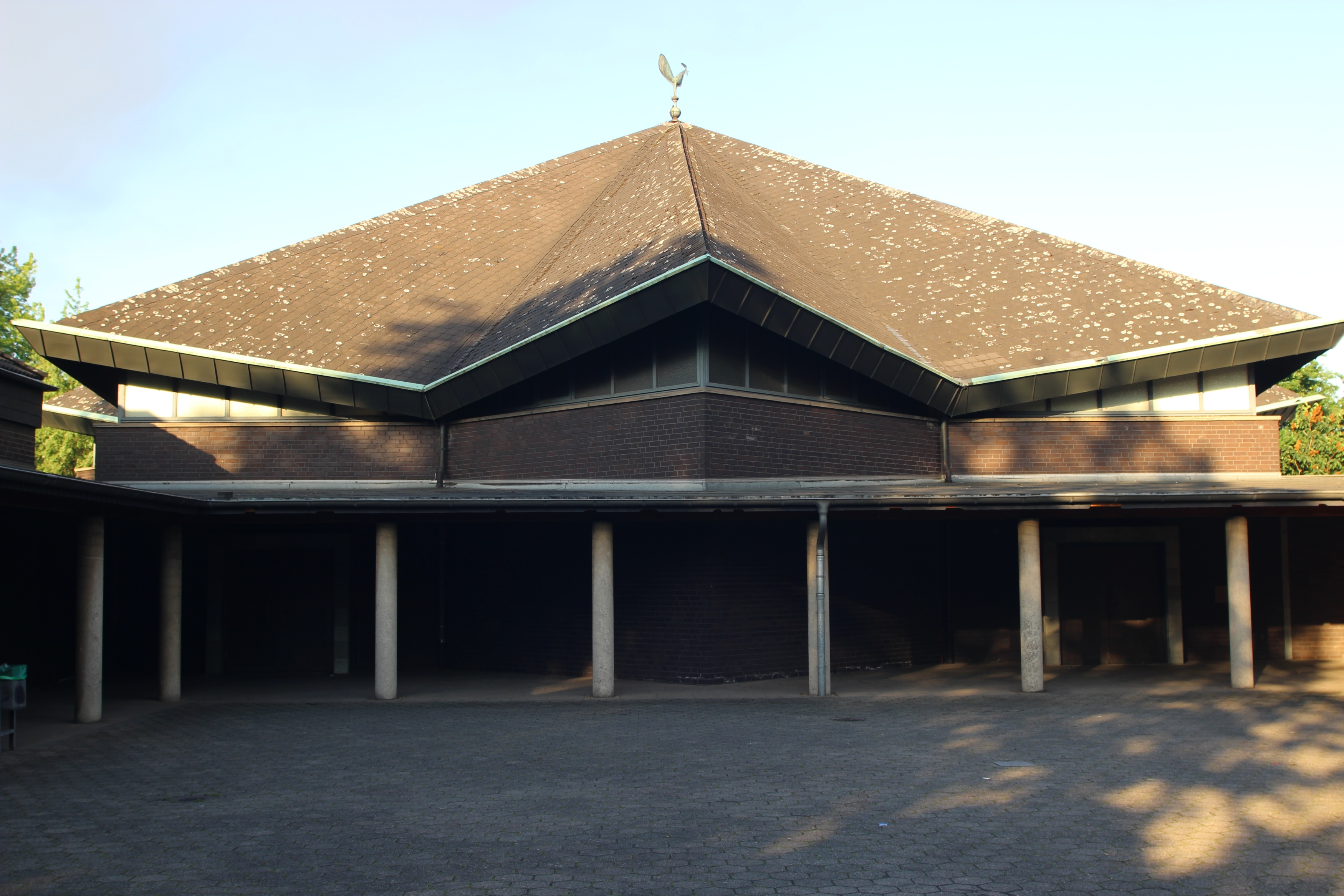
Kirche St. Hildegard

Die katholische Kirche St. Hildegard wurde 1959 vom Ruhrbischof Hengsbach geweiht und gehört zum 1958 gegründeten Bistum-Essen. Die Kirche gehört seit 2015 zur Pfarrei St. Johann. Mitglied in der Pfarrei St. Johann sind neben St. Hildegard noch St. Johann, die Herz Jesu Gemeinde und die Projektgemeinde St. Barbara. Neben der Kirche und Pfarrhaus gehört zu St. Hildegard noch ein Kindergarten sowie die Jugendeinrichtung Arche.